# Allodromia wirthi
Allodromia wirthi är en tvåvingeart som beskrevs av Chillcott 1983. Allodromia wirthi ingår i släktet Allodromia och familjen puckeldansflugor.
Artens utbredningsområde är Dominica. Inga underarter finns listade i Catalogue of Life.